# Британська кухня

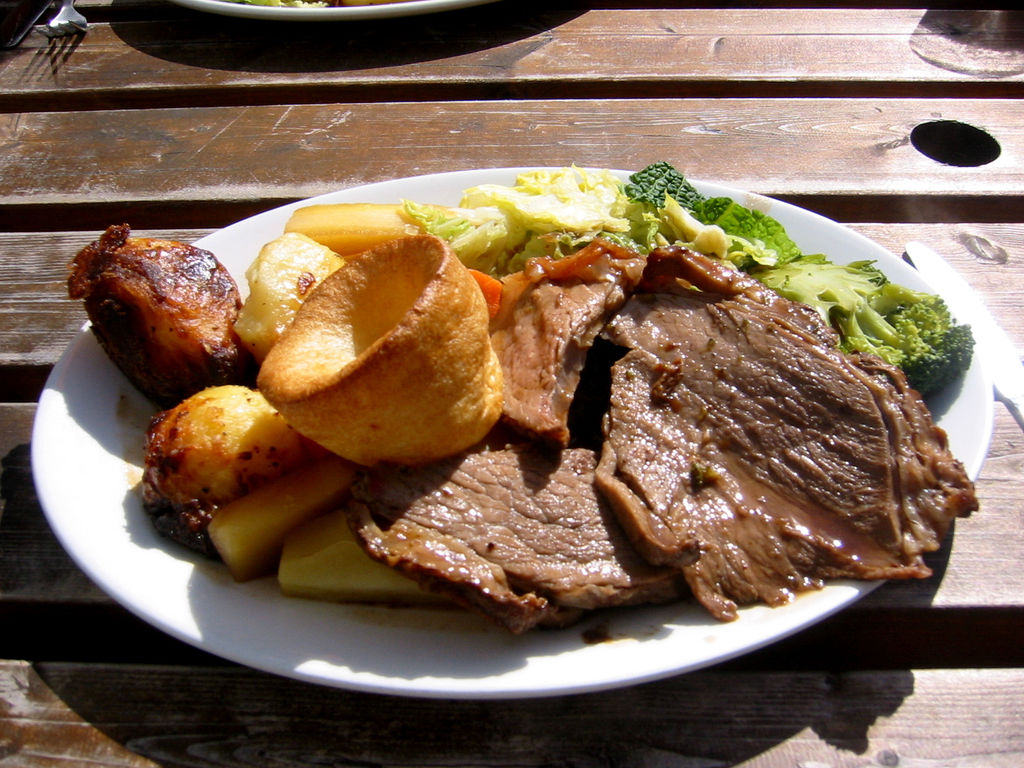
Недільня печеня, що складається з ростбіфу, смаженої картоплі, овочів і йоркширського пудингу

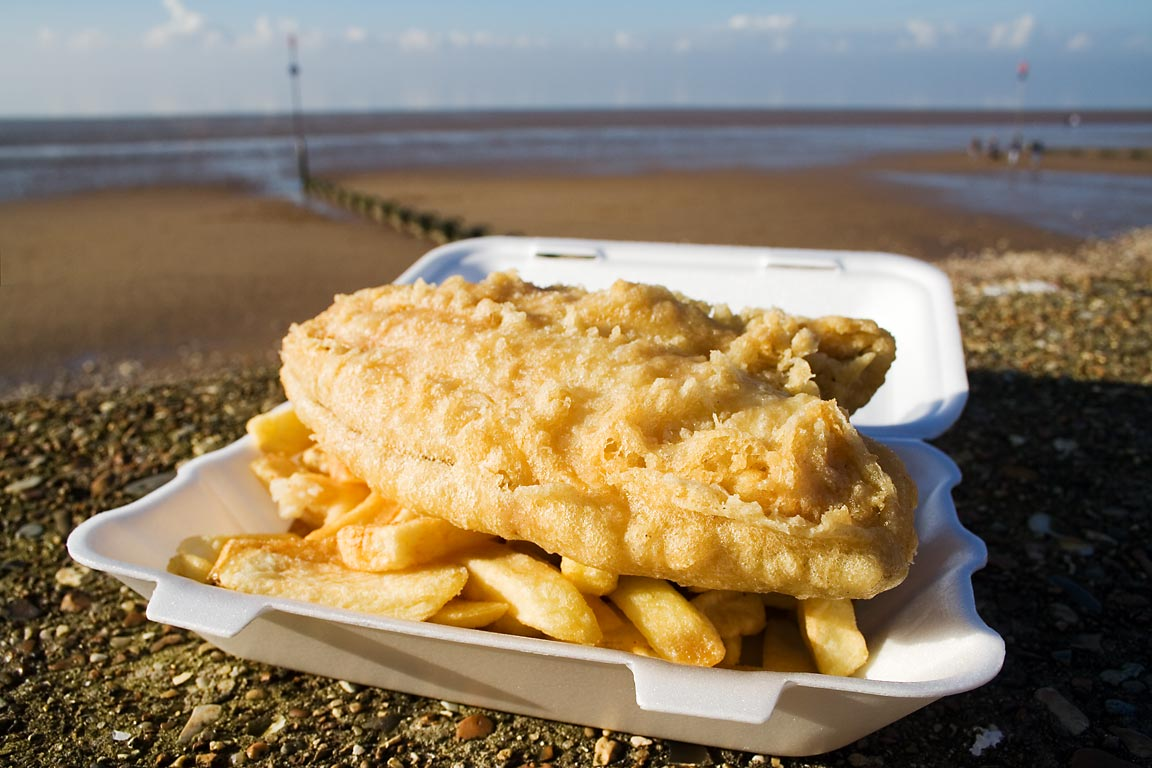
Риба та картопля фрі — популярний Фастфуд у Сполученому Королівстві

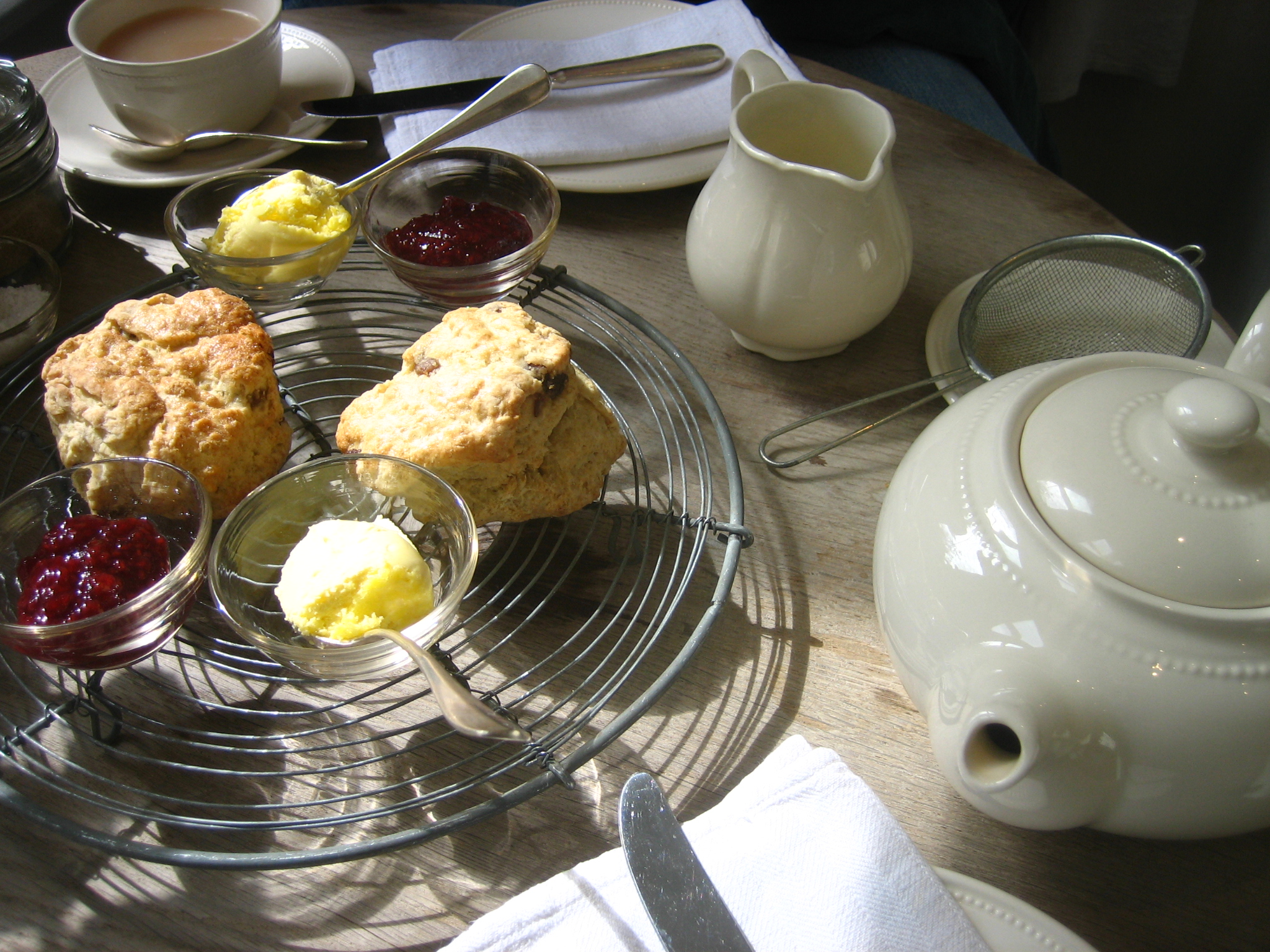
Звичай післяобіднього чаювання з булочками-сконами має свої витоки в Британській імперії

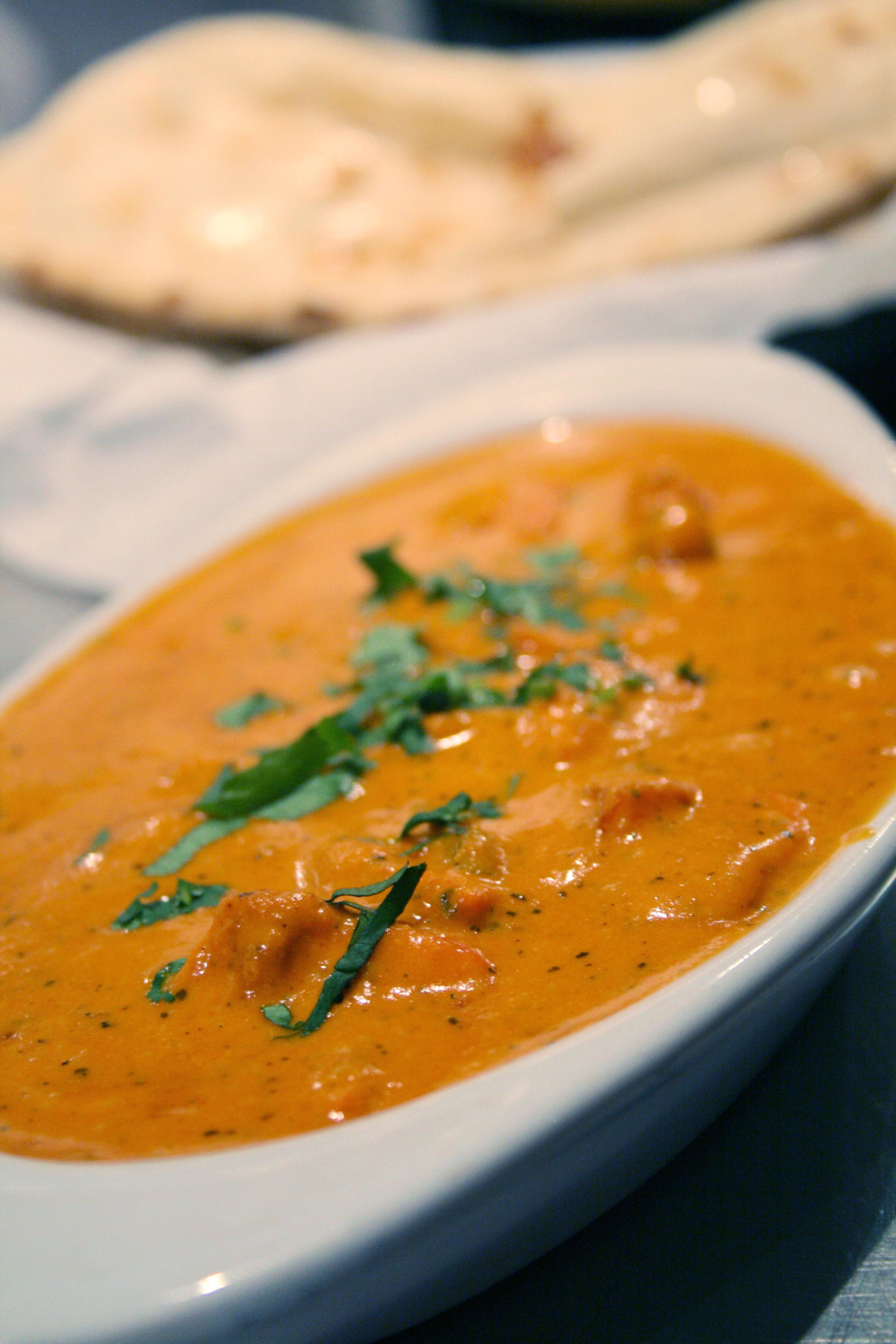
Англо-індійська страва з курки — курка тікка масала

Кухня Британії — це об'єднання традицій та способів приготування їжі, які асоціюються з культурою Об'єднаного Королівства. Її описують як: «не дуже витончені страви, виготовлені з місцевих продуктів, заправлені соусом аби підкреслити смак, а не замаскувати його». Однак, Британська кухня увібрала в себе культурні традиції тих народів, які заселяли Британію. З такого міксу утворилися змішані страви, як-от англо-індійська курка tikka masala.
Риба та картопля фрі — популярна їжа Великої Британії.
Кельтська культура та розвинуте скотарство створили велику кількість продуктів харчування для корінного населення кельтів та британців. Англо-Саксонська Англія створила багато страв з м'яса з додаванням суміші гострих сухих приправ перш, ніж ця практика розповсюдилась по всій Європі. З нормандським завоюванням у країну в Середньовіччі були завезені екзотичні спеції. Так Британська Імперія зв'язала знання про Індійську кухну, як «гостру, наповнену спеціями та травами». Упродовж воєнного періоду в ХХ столітті, Британський уряд встановив політику харчування. Вона мала за мету реабілітувати бідність британської кухні по всьому світу.
Популярні традиційні британські страви включають в себе повний сніданок, рибу та картоплю фрі (картопля фрі в Англії має назву чипси), різдвяну вечерю, недільню печеню, стейк і нирковий пиріг, вівчарський пиріг, а також брандери та посуд. Люди в Британії, однак, споживають широкий асортимент продуктів на основі кухонь Європи, Індії та інших частин світу. Британську кухню можна розділити в залежності від регіону на шотландську, англійську, вельську кухню та кухню північної Ірландії. Кожна з них має свою місцеву або регіональну традиційну страву, багато з яких містять в своїй назві назву місця свого виникнення. Наприклад, Корнські приправи, Йокширський пудинг, Камберлендські ковбаси та Вельский торт.

## Історія
Романо-британське сільське господарство, високоякісні ґрунти та тваринництво дали широкий вибір високоякісних продуктів для романо-британського населення. У Англо-Саксонській Англії вдосконалювалась техніка приготування м'яса з травами, а разом з Нормандським завоювання у Середньовічну Велику Британію потрапили екзотичні спеції та континентальні віяння приготування страв. Як морська держава Британія лишалась головним гравцем у трансконтинентальній торговлі спеціями багато століть потому.
Услід за Протестантською Реформою, у XVI та XVII столітті їжа стала основою британської дієти, що відображає смаки, які досі розповсюджуються серед сусідніх північних країн Європи та традиційної Північно-Американської кухні. У XVIII та XIX столітті, на колоніальну Британську Імперію почали впливати вишукані харчові традиції Індії, такі як «гострі, сильні спеції та трави». Об'єднане Королівство отримало світову репутацію постачальника яловичини високої якості та племінних биків для формування зв'язків з фермерами Нового Світу. Розвиток селекції рослин сприяв розвитку вирощування різноманітних фруктових та овочевих рослин.
Протягом Світових воєн у XX столітті у Британії були труднощі з постачанням продуктів, тому застосовувались офіційні заходи з їх раціонального використання. Ця проблема погіршилась з початком Другої світової війни, було створено Міністерство Харчування для того, аби вирішити цю проблему. В поєднанні з економічними проблемами, які виникали у період війни, нормування їжі подовжилось ще на декілька років, у деяких моментах суворіше, ніж у воєнний період. Нормування повністю не зникло, доки у Європі не закінчилась війна. Тому ціле покоління зросло без доступу до звичайних продуктів. Політику, яку встановлював Британський уряд на воєнний період у XX столітті, часто звинувачують у занепаді британської кухні XX століття.
Впродовж другої половини ХХ століття спостерігалося збільшення доступності великої кількості якісних свіжих продуктів та готовності багатьох прошарків британського населення змінювати свій раціон та вибирати страви інших культур, як-от Італії та Індії.
Було докладено зусиль для повторного впровадження рецептів до XX століття. Інгредієнти, що були не властиві островам, зокрема, трави та спеції, часто додають до традиційних страв.
Значна частина сучасної британської кулінарії також сильно залежить від впливу Середземномор'я, а останнім часом — від Близького Сходу, Південної Азії, Східної Азії та Південно-Східної азійської кухні. Також значним є традиційний вплив північної та центральної європейської кухні, але він поступово згасає.
Останнім часом сучасна британська кухня змінюється та популяризується завдяки теле-шефам, які також пишуть книги, як-от Фанні Крадок, Клімент Фреуд, Роберт Каррієр, Роберт Ірвін, Кейт Флойд, Ґарі Роудс, Делія Сміт, Гордон Рамзі, Ейнслі Харріотт, Нігела Лавсон, Саймон Хопкінсон, Нігел Слейтер та Джеймі Олівер.

## Різдвяна Вечеря
З'явившись на столі серед різдвяних страв в Англії кінця XVI століття, індичка набула великого розповсюдження разом з різдвяним пудингом, який подавали до столу на десерт. В XVI столітті англійському мореплавцю Вільяму Стрікленду приписують поширення індички у Англії, а в тому ж столітті фермер Томас Тассер зазначав, що 1573 року індичка була головною справою на різдвяних обідах. Смажену індичку зазвичай доповнюють смаженим м'ясом та шинкою, які подають разом з гарніром: підливою, печеною картоплею, пюре та овочами. На додаток до різдвяного пудингу також подають популярні десерти: різдвяний торт та рулет «Поліно».

## Інші страви
Англо-Індійська кухня
Деякі страви англо-індійської кухні походять від традиційної Британської кухні, як-от ростбіф в який додають індійські приправи — гвоздику та червоний перець чилі. Рибу та м'ясо часто готують з додаванням карі та овочів. Англо-індійська кухня також охоплює використання кокосу, йогурту та мигдалю. Печиво, страви з рису мають свій особливий смак.
Англійська кухня
Англійська кухня охоплює кулінарні стилі, традиції та рецепти всієї Англії. Вона має власний характер, але також поєднує широку британську кухню, частково шляхом ввезення компонентів та ідей з Північної Америки, Китаю та Індії під час існування Британської імперії та в результаті післявоєнної імміграції.
Кухня Північної Ірландії
Кухня Північної Ірландії багато в чому схожа з кухнею решти острова Ірландії. У цьому регіоні особливо популярний Ulster Fry.
Шотландська кухня
Специфіка шотландської кухні заснована на кулінарних традиціях та практиках, що асоціюються з Шотландією. Вона має багато спільного з англійською кухнею, але має своєрідні атрибути та рецепти. Шотландія знана високою якістю її яловичини, баранини, картоплі, вівса та морепродуктів. Крім продуктів харчування, Шотландія виробляє різноманітні види віскі.
Велська кухня
Вельська кухня змінювалась та змінюється під впливом британської кухні. Попри те, що велика рогата худоба широко розповсюджена, особливо в Кармартенширі та Пемброкширі, Вельс знаний вирощуванням овець, і тому баранина — це м'ясо, традиційно пов'язане з уельською кухнею.